# Ульги (Аккайынский район)
Ульги (каз. Үлгі) — упразднённое село в Аккайынском районе Северо-Казахстанской области Казахстана. Входило в состав Ивановского сельского округа. Исключено из учётных данных в 2024 году.
Код КАТО — 595843300.

## География
Расположено около озера Аякколь.
Кроме того, в трех км восточнее и юго-восточнее от села расположены озера Артоколь, Мархаба, Айдарбек.

## Население
В 1999 году численность населения села составляла 294 человека (151 мужчина и 143 женщины). По данным переписи 2009 года, в селе проживало 132 человека (68 мужчин и 64 женщины).